# Comissió Rey

Insígnia de la Unió Europea

La Comissió Rey és la Comissió Europea presidida pel polític belga Jean Rey que va estar en el càrrec entre el 2 de juliol de 1967 i el 30 de juny de 1970.

## Nomenament
Successora de la Comissió Hallstein, va iniciar el seu mandat el 2 de juliol de 1967. La Comissió treballà en favor d'enfortir les institucions de la unió i incrementar els poders del Parlament Europeu, aconseguint l'elecció per elecció d'aquest òrgan.
La comissió estigué formada per 14 comissaris, 3 per Itàlia, la República Federal d'Alemanya i França; 2 per Bèlgica i els Països Baixos; i 1 per Luxemburg. Finalitzà el seu mandat el 30 de juny de 1970, i fou substituïda per la Comissió Malfatti.

## Llista de Comissaris
La taula següent indica el nombre de comissaris segons la seva alineació política:
| Afiliació  | Esquerra (PSE) | Centre (ALDE) | Dreta (PPE-DE) | Independents |
| Comissaris | Tres           | Dos           | Cinc           | Quatre       |

| Cartera                                                               | Comissari                | Estat         | Partit Polític |
| --------------------------------------------------------------------- | ------------------------ | ------------- | -------------- |
| President                                                             | Jean Rey                 | Bèlgica       | PRL            |
| Vicepresident; Agricultura                                            | Sicco L. Mansholt        | Països Baixos | PvdA           |
| Vicepresident; Assumptes Socials, Personal i Assumptes Administratius | Lionello Levi Sandri     | Itàlia        | PSI            |
| Vicepresident; Recerca, Tecnologia i Distribució de la Comunicació    | Fritz Hellwig            | Alemanya      | CDU            |
| Vicepresident; Assumptes Econòmics, Finances i Estadística            | Raymond Barre            | França        | cap            |
| Vicepresident; Energia                                                | Wilhelm Haferkamp        | Alemanya      | independent    |
| Pressupostos, Crèdits i Inversions i Premsa i Informació              | Albert Coppé             | Bèlgica       | CD&V           |
| Mercat Interior i Política Regional                                   | Hans von der Groeben     | Alemanya      | cap            |
| Competència                                                           | Maan Sassen              | Països Baixos | KVP            |
| Assistència i Desenvolupament                                         | Henri Rochereau          | França        | independent    |
| Afers Industrials                                                     | Guido Colonna di Paliano | Itàlia        | independent    |
| Comerç, Ampliació i Assistència als països en vies de desenvolupament | Jean-François Deniau     | França        | UDF            |
| Transport                                                             | Victor Bodson            | Luxemburg     | LSAP           |
| Relacions Exteriors                                                   | Edoardo Martino          | Itàlia        | independent    |